# 23712 Willpatrick
23712 Willpatrick este un asteroid din centura principală de asteroizi.

## Descriere
23712 Willpatrick este un asteroid din centura principală de asteroizi. A fost descoperit pe 1 ianuarie 1998 la Needville de W. G. Dillon și E. R. Dillon. Asteroidul prezintă o orbită caracterizată de o semiaxă mare de 2,38 ua, o excentricitate de 0,25 și o înclinație de 23,5° în raport cu ecliptica.